# Tibor Vigh
Tibor Vigh (Budapest, 21 dicembre 1941) è un ex calciatore ungherese naturalizzato canadese, di ruolo attaccante. In Messico venne soprannominato El Nueve Solitario.

## Caratteristiche tecniche
Di ruolo attaccante, si distingueva per la sua professionalità e integrità, oltre ad essere un buon colpitore di testa, padrone dell'area di rigore, veloce e dotato di una tecnica individuale.

## Carriera

### Club
Si forma in Ungheria nel Ferencváros ma emigra a sedici anni in Canada, dove gioca con il Windsor Teutonia.
In seguito gioca nei campionati locali statunitensi in forza al New York Hungaria e nei Detroit Kickers.
Nel 1968 viene ingaggiato dagli statunitensi del Houston Stars, impegnati nella neonata North American Soccer League. Con gli Stars ottenne il secondo posto della Gulf Division della NASL 1968, non riuscendo ad accedere alla fase finale del torneo.
Nella stagione 1969 passa al Rochester Lancers, club dell'American Soccer League. Con i Lancers raggiunge i play off del torneo, non riuscendo ad accedere alla finale.
Nel 1969 si trasferisce in Messico per giocare nel Laguna, con cui ottiene il sedicesimo e ultimo posto nella Primera División 1969-1970 e poi il sesto nel gruppo 2 dello speciale campionato 1970.
Nella stagione 1970-1971 passa al Torreón, con cui ottiene il settimo posto nel gruppo 2, a cui seguì una salvezza raggiunta nei play out il torneo seguente, battendo in finale l'Irapuato.
Nella stagione 1973 torna a giocare nella NASL, in forza al N.Y. Cosmos. A stagione in corso passa ai canadesi del Montréal Olympique, sempre nella NASL, con cui chiude il campionato al secondo posto della Northern Division, non riuscendo così ad accedere alla fase finale del torneo.
Nel 1974 vince la National Challenge Cup con i N.Y. Greek American, segnando la rete del definitivo 2-0 nella finale del 2 giugno contro i Chicago Croatian.
Lasciato il calcio giocato, è rimasto a vivere negli Stati Uniti.

### Nazionale
Naturalizzato canadese, Vigh giocò quattro incontri con la nazionale di calcio del Canada durante le qualificazioni al campionato mondiale del 1968, segnando 2 reti.

## Statistiche

### Cronologia presenze e reti in Nazionale
| Cronologia completa delle presenze e delle reti in nazionale ― Canada | Cronologia completa delle presenze e delle reti in nazionale ― Canada | Cronologia completa delle presenze e delle reti in nazionale ― Canada | Cronologia completa delle presenze e delle reti in nazionale ― Canada | Cronologia completa delle presenze e delle reti in nazionale ― Canada | Cronologia completa delle presenze e delle reti in nazionale ― Canada | Cronologia completa delle presenze e delle reti in nazionale ― Canada | Cronologia completa delle presenze e delle reti in nazionale ― Canada |
| Data                                                                  | Città                                                                 | In casa                                                               | Risultato                                                             | Ospiti                                                                | Competizione                                                          | Reti                                                                  | Note                                                                  |
| --------------------------------------------------------------------- | --------------------------------------------------------------------- | --------------------------------------------------------------------- | --------------------------------------------------------------------- | --------------------------------------------------------------------- | --------------------------------------------------------------------- | --------------------------------------------------------------------- | --------------------------------------------------------------------- |
| 6-10-1968                                                             | Toronto                                                               | Canada                                                                | 4 – 0                                                                 | Bermuda                                                               | Qual. Mondiali 1970                                                   | 1                                                                     |                                                                       |
| 17-10-1968                                                            | Toronto                                                               | Canada                                                                | 4 – 2                                                                 | Stati Uniti                                                           | Qual. Mondiali 1970                                                   | 1                                                                     |                                                                       |
| 20-10-1968                                                            | Devonshire                                                            | Bermuda                                                               | 0 – 0                                                                 | Canada                                                                | Qual. Mondiali 1970                                                   | -                                                                     |                                                                       |
| 27-10-1968                                                            | Atlanta                                                               | Stati Uniti                                                           | 1 – 0                                                                 | Canada                                                                | Qual. Mondiali 1970                                                   | -                                                                     |                                                                       |
| Totale                                                                |                                                                       | Presenze                                                              | 4                                                                     |                                                                       | Reti                                                                  | 2                                                                     |                                                                       |

## Palmarès
- National Challenge Cup: 1

Greek American AA: 1974